# Công Dũng
Công Dũng là một diễn viên truyền hình và kịch hình thể  Việt Nam, anh được khán giả biết đến với dạng vai cậu ấm nhà giàu, và sau này những vai chín chắn hơn như Quân trong "Chàng trai đa cảm", Lý Công Uẩn trong "Huyền sử Thiên đô".

## Tiểu sử
Công Dũng, tên đầy đủ là Nguyễn Công Dũng, sinh ngày 6 tháng 12 năm 1979, bố anh là vận động viên thể thao, bản thân Công Dũng từng là kiện tướng và được tuyển thẳng vào Trường Đại học Thể Dục Thể Thao. Anh kết hôn năm 2010.

## Sự nghiệp
Khi học xong Trung học, khi thấy bạn bè đều thi vào Cao đẳng - Đại học, anh cũng thử ghi danh vào khoa Sân khấu - Trường Đại học Sân Khấu Điện Ảnh Hà Nội, và trúng tuyển.
Năm học thứ hai, Công Dũng được đạo diễn chọn vào vai Long trong Bi kịch màu trắng, nhưng phải đến vai Thắng trong Hoa Cỏ May, anh mới được khán giả biết đến nhiều hơn. Sau khi tốt nghiệp, anh dầu quân cho Đoàn kịch thể hình của nhà Hát tuổi trẻ. Năm 2003, anh rời bỏ Nhà hát để vào TP Hồ Chí Minh tìm kiếm cơ hội, vài năm sau anh sau quay trở lại nhà hát Tuổi Trẻ.
Đến năm 2015, anh chuyển sang đơn vị khác và hiện nay anh đang làm diễn viên tự do.

## Tác phẩm

### Phim truyền hình
| Năm  | Tựa đề                      | Vai diễn                     | Định dạng            | Diễn viên khác                                                                                                   | Ghi chú                                                                  |
| ---- | --------------------------- | ---------------------------- | -------------------- | --- | ------------------------------------------------------------------------ |
| 1999 | Bi kịch màu trắng           | Long                         | Điện ảnh truyền hình | |                                                                          |
| 2000 | Trước thềm thế kỷ           | Toàn                         | Điện ảnh truyền hình | Bá Anh, Hồng Quang, Ngọc Hà, Nguyễn Bích Ngọc, Quang Trung, Hồng Minh, Phát Triệu, Văn Hiệp, Bá Cường, Mạnh Sinh |                                                                          |
| 2000 | Truyện học đường            |                              | Phim ngắn tập        | Chí Công, Thùy Dương, Minh Phương, Phú Thăng, Trung Anh, Hữu Độ                                                  |                                                                          |
| 2001 | Hoa cỏ may                  | Thắng                        | Phim ngắn tập        | Hồ Ngọc Hà, Vi Cầm, Hải Anh, Ngọc Quỳnh                                                                          | Phần 1: Thời niên thiếu Phần 2: Những ngày bình yên                      |
| 2001 | Sóng ngầm                   | Minh                         | Phim ngắn tập        | Mai Thu Huyền, Hoàng Chí Công, Dũng Nhi                                                                          |                                                                          |
| 2001 | Ông nội... Ông nội          | Tú                           | Điện ảnh truyền hình | Đặng Trần Quỳnh, Hồng Chương, Quế Hằng, Huệ Đàn                                                                  |                                                                          |
| 2001 | Nơi tình yêu bắt đầu        | Đức                          | Điện ảnh truyền hình | Thanh Giang, Đức Thắng, Hữu Độ, Minh Hằng, Tuyết Mai, Tiến Mộc                                                   | (vai chính)                                                              |
| 2001 | Hết sức bình tĩnh           | Tuấn                         | Điện ảnh truyền hình | Tuấn Quang |                                                                          |
| 2002 | Trò chơi - Trời cho         | Cô Đồng Bóng                 | Điện ảnh truyền hình | Văn Toản, Ngọc Tuyết, Xuân Bắc, Văn Hiệp                                                                         |                                                                          |
| 2002 | Khúc dạo đầu                | Lộc                          | Điện ảnh truyền hình | Hồng Quang, Thanh Hằng, Hoàng Xuân                                                                               |                                                                          |
| 2002 | Nợ đồng lần                 |                              | Điện ảnh truyền hình | Xuân Thảo, Danh Sơn, Ngọc Dung, Văn Thiện                                                                        |                                                                          |
| 2003 | Mùa Sen                     | Bàng                         | phim dài tập         | Bình Minh, Kim Tuyến, Phương Ngân, Cát Tường, Hoài An, Huỳnh Anh Tuấn                                            | Mùa Sen Cạn                                                              |
| 2003 | Vào đời                     | Minh                         | Điện ảnh truyền hình | Kiều Anh | (vai chính)                                                              |
| 2003 | Dưới tán lá rợp             | Mạc                          | Điện ảnh truyền hình | Minh Lượng, Việt Hà, Ngọc Tản                                                                                    | Dựa theo truyện ngắn "Câu chuyện dưới tán lá rợp" của Nguyễn Thị Ngọc Tú |
| 2004 | Con chung                   |                              | Điện ảnh truyền hình | Đàm Hǎ̀ng, Minh Phương                                                                                            | (vai chính)                                                              |
| 2004 | Tình xa                     | Minh                         | Phim ngắn tập        | Hà Hương, Atsadawut Luengsuntorn, Siriwan Yoisagul, May Fuengarom, Đàm Hằng,                                     |                                                                          |
| 2005 | Lửa than                    | Chất                         | Phim dài tập         | Nguyệt Hằng, Kiên Cường, Trần Hạnh, Trần Nhượng                                                                  |                                                                          |
| 2005 | Một lần đi bụi              | Quân                         | Điện ảnh truyền hình | Trọng Khôi, Phương Khanh, Lê Văn Anh, Nguyễn Kiều Anh                                                            |                                                                          |
| 2005 | Nắng trong mắt bão          | Mạnh                         | Điện ảnh truyền hình | Cao Đức Hùng, Lệ Hằng, Trung Anh, Kim Oanh, Phát Triệu                                                           |                                                                          |
| 2007 | Chớp mắt cùng số phận       | Lê Thành                     | Điện ảnh             | Thu Hằng, Lê Thiện Tùng                                                                                          | (vai chính)                                                              |
| 2008 | Chàng trai đa cảm           | Quân                         | Phim dài tập         | Hồng Diễm, Việt Anh, Quỳnh Hoa, Ngọc Oanh, Đỗ Hà Anh, Joseph "Joe" Ruelle                                        | (vai chính)                                                              |
| 2008 | Vòng Nguyệt quế             | Hoàng Thái                   | Phim dài tập         | Bích Huyền, Lâm Tùng, Diệu Hương, Phạm Cường, Đỗ Quỳnh Hoa                                                       | (vai chính)                                                              |
| 2008 | Tên sát nhân có tài mở khóa | Đàng                         | Phim dài tập         | Bảo Anh, Quốc Trị, Tạ Am, Trọng Trinh, Hồng Sơn                                                                  | Cảnh sát hình sự                                                         |
| 2008 | Con đường hạnh phúc         | Minh                         | Phim dài tập         | Diệu Hương, Danh Tùng, Lan Hương, NSND Minh Hòa, NSND Hoàng Dũng                                                 |                                                                          |
| 2008 | Nhà có nhiều cửa sổ         | Tâm                          | Phim dài tập         | Huyền Trang, Hoàng Công, Vi Cầm,                                                                                 |                                                                          |
| 2011 | Huyền sử Thiên đô           | Lý Công Uẩn                  | Phim dài tập         | BB Minh Thúy, Duy Thanh, Hà Xuyên, Trung Dũng, Trần Nhượng                                                       | (vai chính)                                                              |
| 2012 | Những công dân tập thể      | Kỉnh                         | Phim dài tập         | Như Quỳnh, Kiều Anh, Trung Anh, Quốc Trị, Lan Hương                                                              |                                                                          |
| 2014 | Lời thì thầm từ quá khứ     | Hùng                         | Phim dài tập         | Phan Minh Huyền, Tiến Lộc, Chí Nhân, Thanh Sơn, Phương Oanh                                                      |                                                                          |
| 2016 | Điều bí mật                 | Lâm                          | Phim dài tập         | Phan Minh Huyền, Chí Nhân, Thanh Hương                                                                           |                                                                          |
| 2016 | Đồng tiền quỷ ám            | Thạch Sang                   | Phim dài tập         | Đức Sơn, Hà Việt Dũng, Công Hậu, Cao Thái Hà, Huỳnh Anh Tuấn                                                     |                                                                          |
| 2017 | Giao mùa                    | Toàn                         | Phim dài tập         | Phan Minh Huyền, Thanh Huyền, Chí Nhân                                                                           |                                                                          |
| 2017 | Cung đường trắng            | Đức Văn                      | Phim dài tập         | Võ Thành Tâm, Lê Bê La, Lâm Minh Thắng,Trần Nhượng, Đinh Y Nhung, Giang Còi, Hoàng Nhân, Mai Ngọc Căn            |                                                                          |
| 2017 | Hoa cỏ may (phần 3)         | Thắng                        | Phim dài tập         | Lương Giang, Hải Anh, Cường Seven, Hạnh Sino, Quyết Thắng                                                        |                                                                          |
| 2019 | Mê cung                     | Phó chánh Thanh tra Trần Đức | Phim dài tập         | NSƯT Minh Trang, Công Lý, Hoàng Hải, Hồng Đăng, Doãn Quốc Đam, Việt Anh, Hoàng Thùy Linh                         | Cảnh sát hình sự (loạt phim)                                             |
| 2022 | Bão ngầm                    | Đại úy Lê Mậu Lâm            | Phim dài tập         | Hà Việt Dũng, Cao Thái Hà, Trần Nhượng, Nguyễn Hải, Mạnh Hùng                                                    | Cảnh sát hình sự (loạt phim)                                             |

### Kịch hình thể
Công Dũng từng là thành viên nhóm Kịch hình thể Stereo Man của nhà hát Tuổi Trẻ.
- Biến vĩ của tình yêu .... Chiến[11]
- 100 phút cuối cùng của Hàn Mặc Tử[12] ... Hàn Mặc Tử

### Phim chiếu mạng
| Năm  | Phim truyền hình   | Vai diễn | Chú thích |
| ---- | ------------------ | -------- | --------- |
| 2021 | Khát vọng tuổi trẻ | Quang    |           |

### MV
- Chiếc nhẫn cỏ – Mỹ Tâm
- Bài tình ca đơn côi – Minh Thuận